# Sergej Bulgakov
Sergej Nikolajevitj Bulgakov, född 28 juli 1871 i Livny, död 13 juli 1944 i Paris, var en rysk nationalekonom, filosof och teolog.
Bulgakov var professor i politisk ekonomi i Moskva 1906–1918, prästvigdes 1918 och fick därmed lämna sin professur. 1923 utvisades han ur Ryssland av bolsjevikerna och verkade ett par år vid den ryska juridiska fakulteten vid universitetet i Prag. 1925 kallades Bulgakov att leda emigrantryssarnas teologiska institution i Paris, Ortodoxa teologiska institutet Saint-Serge. Bulgakov var till en början marxist och utgav under denna tid flera arbeten i nationalekonomi men besviken på Socialdemokratin, som han studerade även i Västeuropa, genomgick han en religiös kris, som ledde fram till hans prästvigning i ortodoxa kyrkan. Han var medlem av allryska kyrkokonciliet och högsta kyrkorådet, och var en av patriarken Tichon av Moskvas närmaste medarbetare.
Som filosof och teolog är Bulgakov mest känd för sin sofiologi enligt vilken "Guds heliga vishet" utan att vara Gud själv uppenbarar den treeniga gudens hemligheter och är principen för en ideal värld. Denna "heliga vishet" identifieras i Östliches Christentum. Dokumente (1925) som även innehåller ibland med Kristus ibland med Maria, ibland med kosmos. Bland hans övriga arbeten på andra språk än ryska märks L'ortodoxie (1932) och The Wisdom of God (1937).